# Dynjandisá
Die Dynjandisá ist ein Fluss in den südlichen Westfjorden Islands.

## Wichtigste Daten
Die durchschnittliche Wassermenge im Sommer beträgt 2–8 m³/s, im Winter 1–4 m³/s. Die höchste bisher gemessene Wassermenge betrug 10 m³/s.

## Wasserfälle
Die Dynjandisá ist bekannt durch den fächerförmigen Wasserfall Dynjandi (auch als Fjallfoss bekannt). Einige weitere kleinere Wasserfälle folgen auf dem kurzen Stück bergabwärts bis hinunter zum Fjord und der Mündung: Háifoss (Dynjandisá), Úðafoss, Göngufoss, Hundafoss, Bæjarfoss.
Unterhalb des Dynjandi liegt der gleichnamige, verlassene Hof in der Nähe der Mündung in die Bucht Dynjandisvogur, einen Teil des Arnarfjörður (Westfjorde).